# Lewoeleng
Lewoeleng is een bestuurslaag in het regentschap Lembata van de provincie Oost-Nusa Tenggara, Indonesië. Lewoeleng telt 664 inwoners (volkstelling 2010).